# 이재간
이재간(李在簡, 1733년 ~ 1789년)은 조선의 문신이다. 본관은 용인(龍仁). 자는 여담(汝聃)이다.

## 생애
1759년(영조 35) 별시 문과에 병과로 급제하여 수찬이 되고 충원암행어사로 나가서 탐관오리들을 처벌했다. 이후 다시 수찬, 사서, 교리, 헌납, 부교리, 부수찬을 거쳐 수찬, 헌납, 교리, 사간, 응교, 부응교, 필선을 거쳐 동부승지가 되고 황해도관찰사를 거쳐 바로 대사성이 된다. 이후 이조참의를 거쳐 우승지, 대사성을 두루 지내고 바로 이조참판으로 승진, 호조참판과 경상도관찰사를 거쳐 의정부우참찬으로 동지경연사를 겸하다 바로 형조판서가 되고 곧 지경연사를 겸하다 이조판서로 승진한 뒤 바로 형조판서, 이조판서, 예조판서, 병조판서를 거쳐 지경연사를 겸하다 다시 형조판서가 되고 동지경연사를 겸하다 곧 사헌부대사헌에 임명되고, 형조판서, 호조판서, 예조판서 등으로 재상으로 승승장구한다. 이후 이조판서, 호조판서를 지내고 병조판서로 지경연사를 겸하다 예조판서로 다시 임명된다. 이후 의정부우참찬, 예조판서, 이조판서, 판의금부사를 하지만, 1789년에 역모 혐의로 처형당한다.

## 가족
- 할아버지 : 공조판서 이보혁(普赫)
  - 아버지 : 이중우(重祐)
  - 어머니 : 조적명(趙迪命)의 딸